# Angus Staniforth
Pas d'image ? Cliquez ici

a Compétitions nationales et continentales officielles uniquement.

b Matchs officiels uniquement.
Dernière mise à jour le 31 juillet 2025.
Angus Staniforth, né le 4 octobre 2004 à Orange (Australie), est un joueur australien de rugby à XV évoluant aux postes d'ailier ou d'arrière avec le Stade aurillacois, en Pro D2. 

## Biographie

### Jeunesse et formation
Natif d'Orange, dans l'état de Nouvelle-Galles du Sud en Australie, Angus Staniforth grandit dans une famille passionnée de rugby à XV. Il est notamment le neveu de Scott Staniforth, ancien international australien, et de Graydon Staniforth (en), ancien joueur du Stade aurillacois. Il est également le cousin de Tom Staniforth.
Angus Staniforth commence la pratique du rugby au sein du club local de l'Emus Rugby Club, dans la région du Centre-Ouest de Nouvelle-Galles du Sud, où il évolue notamment aux côtés de son ami d'enfance Doug Philipson (en). Tous deux représentent également la sélection régionale du Centre-Ouest et la Kinross Wolaroi School (en) avant de poursuivre leurs études secondaires à Sydney.
En 2020, lors de la pandémie de Covid-19, les compétitions scolaires sont suspendues, ce qui pousse les deux jeunes joueurs à revenir jouer à Orange, remportant ensemble le championnat Centre-Ouest senior avec le Emus RC.[réf. nécessaire]
Repéré pour ses qualités de vitesse et de duel, il est sélectionné avec les Waratahs, la franchise professionnelle de Nouvelle-Galles du Sud, chez les moins de 18 ans pour la saison 2022. Néanmoins, il ne se voit pas proposer de contrat et n'est pas conservé par la franchise.
Repéré à la suite de ses performances en rugby scolaire, Angus Staniforth intègre l'académie (centre de formation) des Brumbies en 2023, autre franchise professionnelle de Super Rugby, et s'installe donc à Canberra. Il s'engage en parallèle avec le club local des Canberra Royals (en), où il progresse au sein des équipes seniors. En parallèle, il remporte avec les Brumbies le Australian Youth Rugby Championships, s'imposant en finale face à son ancienne équipe des Waratahs. En février 2024, Il fait ses débuts avec la franchise des Brumbies lors d'un match amical face aux Fijian Drua. Il inscrit l'essai de la victoire à la 73e minute de la rencontre.
Trois mois plus tard, il est sélectionné par Nathan Grey avec les Junior Wallabies, l'équipe d'Australie des moins de 20 ans, pour disputer le tout premier Rugby Championship des moins de 20 ans (en) organisé en Australie. Il débute le tournoi sur le banc des remplaçants lors du premier match face à l'Argentine, lors d'une défaite sur le score de 6 à 25, et entre de nouveau en jeu lors de la victoire face à l'Afrique du Sud, offrant un essai à Shane Wilcox. Il est ensuite titularisé contre la Nouvelle-Zélande, aux côtés de son ami d'enfance Doug Philipson. Toujours en 2024, il est de nouveau sélectionné avec les moins de 20 ans afin de prendre part au Championnat du monde junior. Pour son premier match, il est remplaçant face à la Géorgie, entrant en jeu et inscrivant un doublé. Il est ensuite titularisé face à l'Italie, puis est de nouveau remplaçant lors de la défaite face à l'Argentine. 

### Débuts professionnels en France
Au début de la saison 2024-2025, Angus Staniforth s'engage avec le Stade aurillacois en Pro D2. Il évolue tout d'abord avec l'équipe espoirs, au sein de laquelle il se met rapidement en valeur. Ainsi, il est convoqué par l'entraîneur Romeo Gontineac afin de disputer son premier match professionnel en Pro D2 face à l'US Montauban le 11 octobre 2024. Aligné à l'aile, il exploite ses qualité de vitesse et ses capacités à prendre des intervalles. Il est de nouveau titularisé la semaine suivante pour affronter le Stade niçois. Pour sa première saison en France, il dispute quatre matchs avec l'équipe professionnelle.

## Style de jeu
Angus Staniforth est un joueur explosif, capable de faire des différences en un contre un, et performe par sa pointe de vitesse, ses changements d'appuis et sa capacité à casser les lignes

## Palmarès
- Vainqueur du Australian Youth Rugby Championships en 2023 avec les Brumbies.